# Adrián Portela
Adrián Portela (* 8. März 1986 in Morón) ist ein argentinischer Handballspieler.

## Karriere

### Verein
Der 1,85 m große Linksaußen lief in seiner Heimat für den Club Atlético River Plate auf, mit dem er achtmal das Torneo Nacional, zehnmal das Torneo Metropolitano und fünfmal das Súper 4 gewann. Seit Januar 2019 spielt er in Spanien für Trops Málaga, mit dem er am Ende der Saison 2018/19 in die zweite spanische Liga aufstieg.

### Nationalmannschaft
Mit der argentinischen Nationalmannschaft gewann Portela zweimal die Panamerikameisterschaft sowie je einmal Silber bei den Panamerikanischen Spielen und bei den Südamerikaspielen.
Außerdem nahm er an den Olympischen Spielen 2016 sowie den Weltmeisterschaften 2013, 2015 und 2017 teil.

### Erfolge
River Plate:
- 8× Torneo Nacional
- 10× Torneo Metropolitano
- 5× Súper 4

Panamerikameisterschaft:
- Gold 2012, 2014

Panamerikanische Spiele:
- Silber 2015

Südamerikaspiele:
- Silber 2014

## Privates
Sein älterer Bruder Pablo Sebastián war ebenfalls Handballnationalspieler. Gemeinsam nahmen sie an den Olympischen Spielen 2016 teil.